# آثار شهرهای باستانی
آثار شهرهای باستانی سواحل و جزایر خلیج فارس و دریای عمان کتابی از احمد اقتداری است. این کتاب که در سبک تاریخ‌نگاری نوشته شده‌است، به بررسی آثار تاریخی سواحل جنوبی ایران، از خوزستان تا بلوچستان و نیز جزایر جنوبی ایران می‌پردازد. این کتاب به زبان فارسی نوشته شده و نخستین بار در آذر ۱۳۴۸ خورشیدی توسط انجمن آثار ملی به چاپ رسیده‌است. همچنین در سال ۱۳۷۵ انجمن آثار و مفاخر فرهنگی اقدام به تجدید چاپ این اثر کرده‌است.